# EMBI
El EMBI (Emerging Markets Bonds Index o Indicador de Bonos de Mercados Emergentes) es el principal indicador de riesgo país y está calculado por JP Morgan Chase. Es la diferencia de tasa de interés que pagan los bonos denominados en dólares, emitidos por países subdesarrollados, y los Bonos del Tesoro de Estados Unidos, que se consideran "libres" de riesgo.
Este diferencial (también denominado spread o swap) se expresa en puntos básicos (pb). Una medida de 100 pb significa que el gobierno en cuestión estaría pagando un punto porcentual (1%) por encima del rendimiento de los bonos libres de riesgo, los Treasury Bills. Los bonos más riesgosos pagan un interés más alto, por lo tanto el spread de estos bonos respecto a los bonos del Tesoro de Estados Unidos es mayor. Esto implica que el mayor rendimiento que tiene un bono riesgoso es la compensación por existir una probabilidad de incumplimiento.